# IC 1170
IC 1170 ist eine elliptische Galaxie vom Hubble-Typ E/S0 im Sternbild Herkules am Nordsternhimmel. Sie ist schätzungsweise 435 Millionen Lichtjahre von der Milchstraße entfernt und hat einen Durchmesser von etwa 50.000 Lichtjahren. Die Galaxie ist Mitglied des Herkules-Galaxienhaufens Abell 2151.
Im selben Himmelsareal befinden sich u. a. die Galaxien NGC 6039, NGC 6040, NGC 6041, NGC 6042.
Entdeckt wurde das Objekt am 27. Juni 1892 vom französischen Astronomen Stéphane Javelle.